# Kuhschwanz (Würfelspiel)
Der Kuhschwanz ist ein einfaches Würfelspiel mit einem einzelnen Würfel und jeweils einundzwanzig Spielmarken als Einsatz und Gewinn für beliebig viele Mitspieler.

## Spielweise

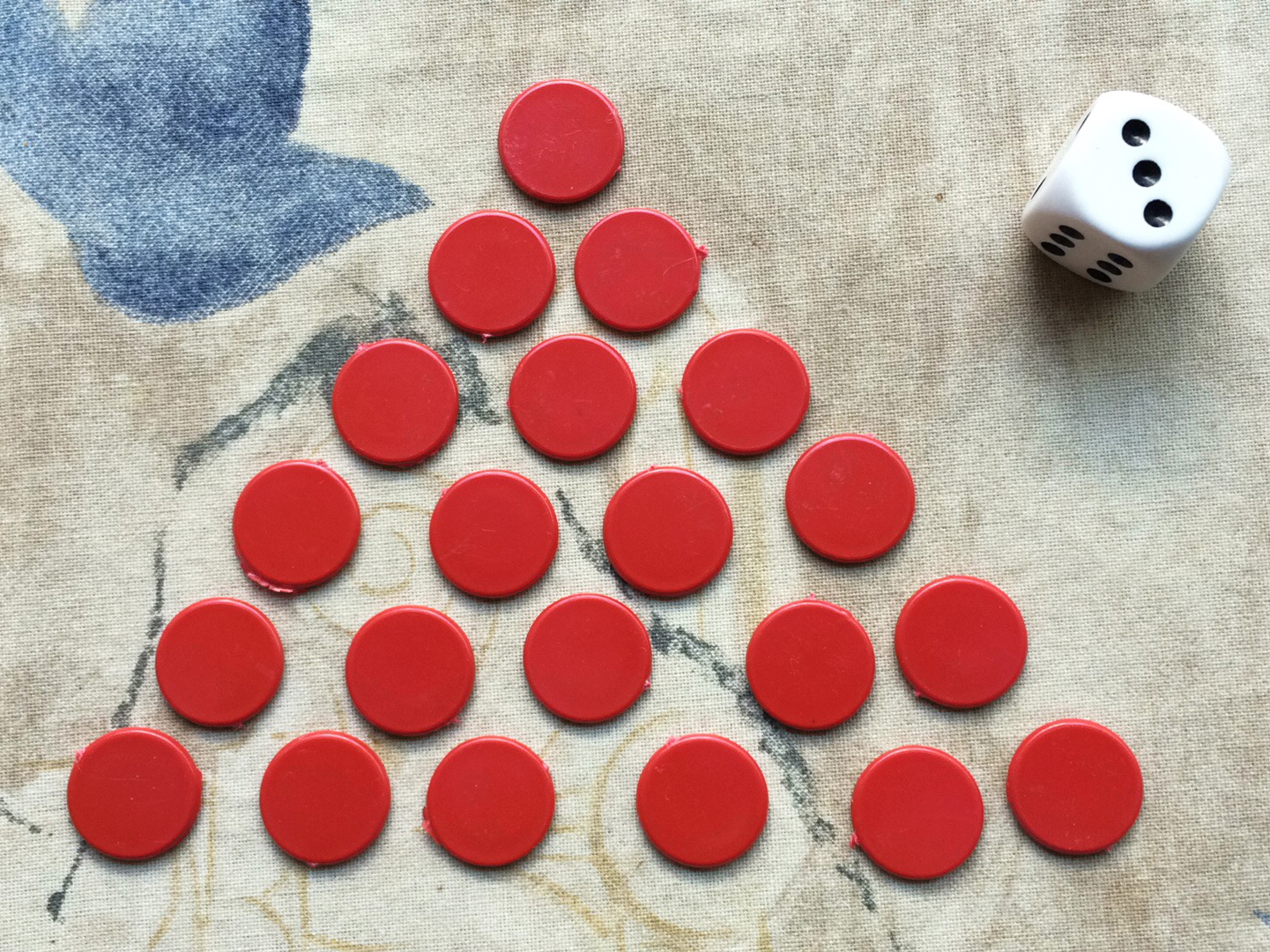
Kuhschwanz wird mit einem einzelnen Würfel und 21 Spielmarken gespielt.

Vor dem Spiel wird von jedem Mitspieler ein Dreieck aus jeweils 21 Spielmarken oder Münzen ausgelegt, sodass es aus Einzelreihen mit einer bis sechs Spielmarken besteht. Danach würfelt jeder Spieler mit einem Würfel je einmal und darf die Reihe seines Kuhschwanzes nehmen, die seiner Augenzahl entspricht. Würfelt er in den nächsten Runden erneut die Augenzahl, verfällt der Wurf. Gewinner ist der Spieler, der zuerst seinen Kuhschwanz abgeräumt hat, er gewinnt alle noch auf dem Tisch befindlichen Spielmarken oder Münzen.

## Belege
1. ↑  Kuhschwanz. In: Robert E. Lembke: Das große Haus- und Familienbuch der Spiele. Lingen, Köln um 1974, S. 244.